# NGC 6582
NGC 6582 este o galaxie situată în constelația Hercule. A fost descoperită în 24 iulie 1884 de către Lewis A. Swift.